# Jakub Malý
Jakub Malý, celým jménem Jakub Josef Dominik Malý (4. srpna 1811, Praha – 7. března 1885, Praha) byl český národní buditel a novinář, autor publikací z oboru historie a literatury, překladatel z angličtiny, francouzštiny a němčiny a autor několika encyklopedií. Používal též pseudonymy Budislav (pro básně) a Václav Pravda (především pro historické spisy).

## Život
Vystudoval na Karlově universitě filosofii a práva, seznámil se s mnoha tehdejšími vlastenci (Josef Kajetán Tyl, František Ladislav Čelakovský, Václav Hanka, František Palacký, Josef Jungmann). Začal psát básně do mnoha častopisů, živil se jako učitel jazyků. Spolupracoval s Jungmannem na sestavování Slovníku, pracoval jako redaktor a překladatel (redigoval literární časopis Denice). Vydával ostře protivládní politické články, historické spisy (Dějepis národu českého pro čtenáře každého stavu, 1863). Významně přispěl k vzniku českých všeobecných encyklopedií. Byl spolueditorem Riegerova slovníku naučného od druhého do posledního svazku. Po něm hned začal vydávat vlastní, devítisvazkový Stručný všeobecný slovník věcný. A hned poté (1884) byl až do své smrti hlavním redaktorem Ottova slovníku naučného. V této roli ho pak vystřídal Tomáš Masaryk.
Na sklonku života vydal své paměti, v nichž popsal situaci na počátku národního obrození (Naše znovuzrození). Mimo vlastní tvorbu překládal, především z angličtiny (Oliver Goldsmith, Washington Irving, William Shakespeare, učebnice angličtiny a knihy o amerických reáliích), francouzštiny, němčiny a polštiny. Je autorem prvního překladu Charlese Dickense z roku 1840. Psal i německy. Patřil k nejplodnějším českým spisovatelům své doby.

## Dílo
- Národní české pohádky a pověsti, 1838
- Spravedlivá kronika česká. Prostonárodní dějepis České země I–VII, 1844–45
- Krátká mluvnice česká pro Čechy I–II, 1845–46
- Příkladové české mluvy, 1846
- Soustavný nástin slovesnosti, 1848
- Napoléon Bonaparte I–II, 1848–49
- Hraběte Lva Thuna úvahy o nynějších poměrech, hledíc zvláště k Čechám, 1848
- Dějiny národu českého, 1849
- Svět a jeho divy, 1851
- František Ladislav Čelakovský, 1852
- Amerika od času svého odkrytí až na nejnovější dobu I–VI, 1853–57
- Riegerův slovník naučný (od 2. dílu byl hlavním editorem společně s Riegerem)
- Úvahy Čecha o novém zřízení Rakouska, 1861
- Mezi vzkříšením, 1862
- Politické zlomky, 1862
- Vymožení Rudolfova majestátu od stavů českých roku 1609, 1862
- Dějepis národu českého I–II, 1864
- Ukázka frazeologie česko-německé a německo-české, 1868
- Rukověť anglického jazyka, 1870
- Vzpomínky a úvahy starého vlastence, 1870
- Shakespeare a jeho dílo, 1872
- Výbor z drobných spisů I–III, 1872–76
- Soustátí severoamerické a jeho ústava, 1872
- Stručný obraz jazyka českého, 1872
- Anglická čítanka, 1872
- Stručný všeobecný slovník věcný I–IX, 1873–85
- Populární poučení o pravopise českém, 1877
- Vlastenecký slovník historický, 1877
- Život a působení Jiřího Melantricha z Aventina, 1880
- Naše znovuzrození: přehled národního života českého za poslední půlstoletí I–VI, 1880–84
- Amerika, 1882
- Vzorný dopisovatel, 1892.